# Sveti Ivan (Adria)
Sveti Ivan (kroatisch für „Heiliger Johannes“) ist eine relativ flache, unbewohnte Insel mit einer Fläche von 0,103 km² in der Adria südwestlich von Rovinj. Die Küstenlänge beträgt 1722 Meter.

## Geschichte
Um 1890 erwarb der österreichische Industrielle Johann Georg von Hütterott die Insel, um sie in seinen geplanten klimatischen Kurort Cap Aureo (Goldenes Kap) einzubinden. Ein dauerhaftes Überbleibsel jener Zeit ist der Waldpark Zlatni rt südwestlich der Stadt Rovinj.

## Beschreibung
Die beiden Inselhälften sind durch eine schmale Landbrücke verbunden.
Auf der östlichen Inselhälfte befinden sich die Ruinen eines Franziskanerklosters. Der Glockenturm ist relativ gut erhalten und bildet das meerseitig weit sichtbare Wahrzeichen der Insel.
Das Unterholz auf der Insel wird von Lorbeersträuchen dominiert.

## Umgebung
Westlich der Insel befindet sich die Klippe Sveti Ivan na pučini mit dem gleichnamigen Leuchtturm.
Nördlich von Sveti Ivan liegen die Inseln Sturag, Maškin und Sveti Andrija

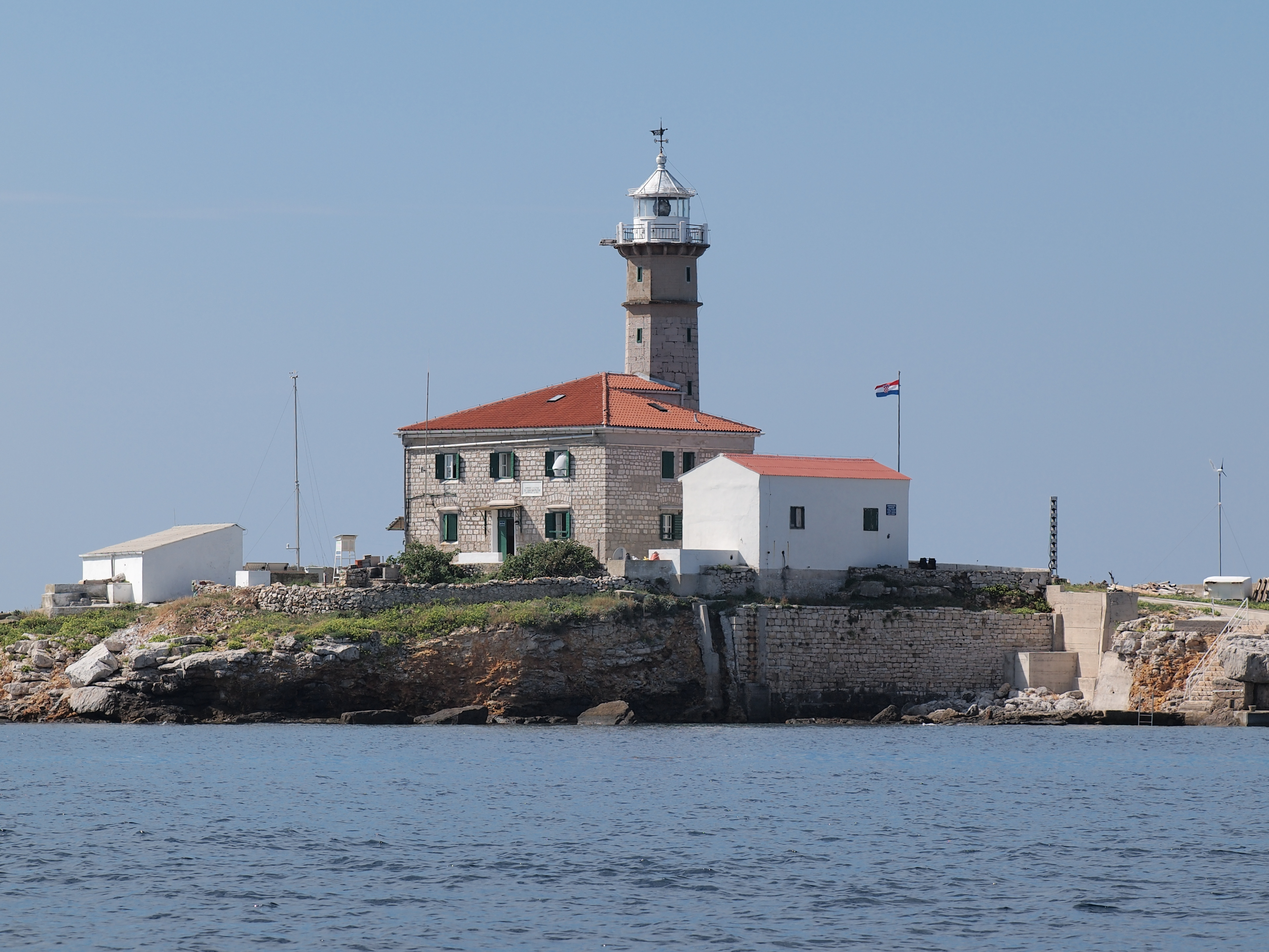
Leuchtturm Sveti Ivan na pučini
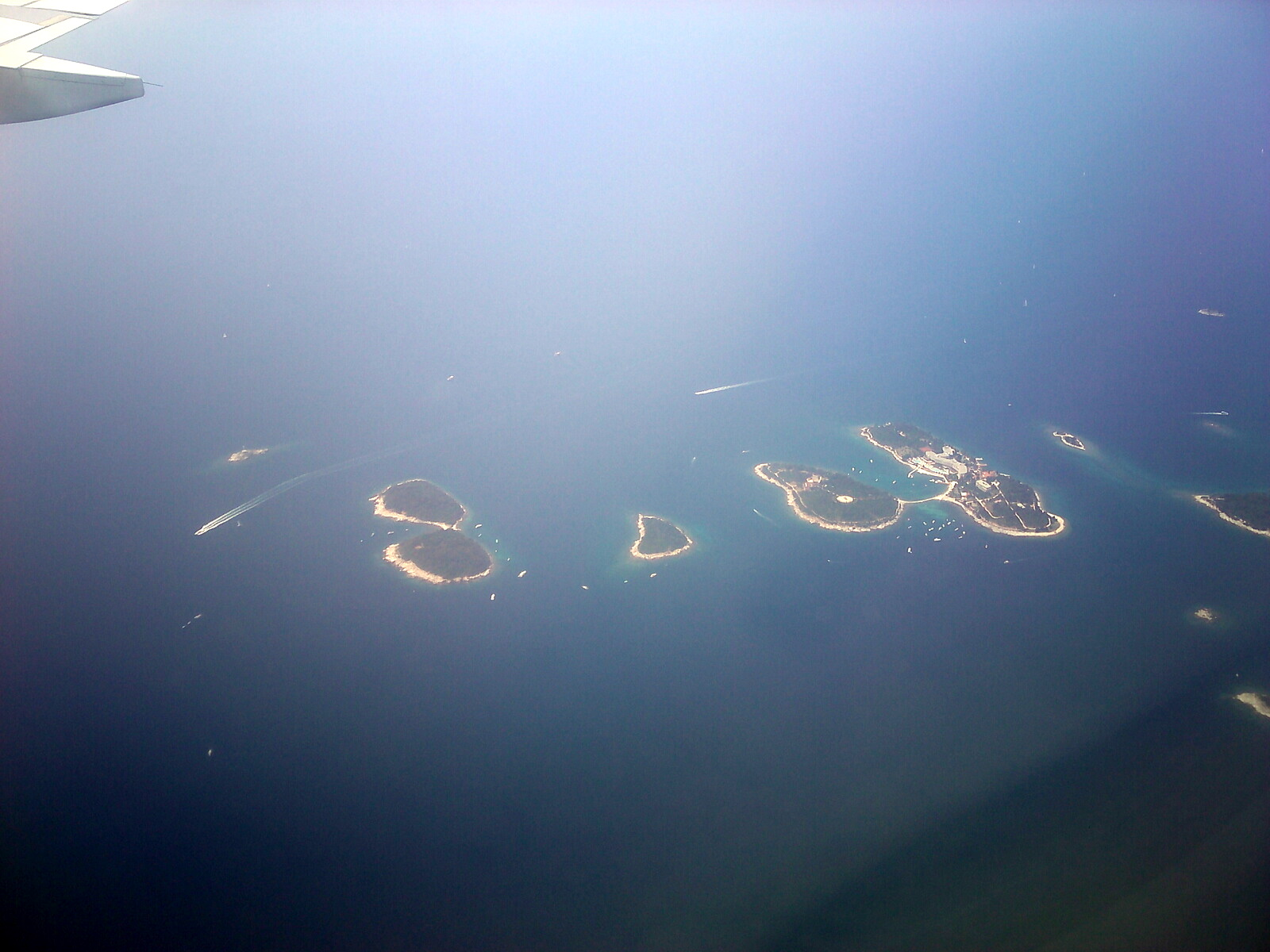
Luftbild von Osten: Sveti Ivan in der Mitte der linken Bildhälfte, links dahinter die kleine Leuchtturm-Insel; rechts die Inseln Sturag, Maškin und Sveti Andrija